# Аксу (приток Чу)
Аксу (кирг. Ак-Суу, каз. Ақсу өзені) — река в Кыргызстане и Казахстане, левый приток Чу.
Длина 155 км, площадь бассейна 483 км². Берёт начало с северных склона Киргизского хребта. Впадает в Тасоткельское водохранилище. Имеет 5 небольших притоков общей длины 70 км. В долине реки несколько небольших озёр общей площадью 4,2 км². Питание снегово-ледниковое. Среднемноголетний расход воды равен 4,74 м³/с. Вода пресная, минерализация — 0,13—0,14 г/л.